# Шатохин, Александр Сергеевич
Александр Сергеевич Шатохин  (1924—2001) — советский передовик производства в нефтехимической промышленности. Герой Социалистического Труда (1971).

## Биография
Родился 21 апреля 1934 года в селе Радомль Урицкого района Орловской области.
В 1930-е годы Александр Шатохин вместе со своей семьёй переселился в Сибирь в поселок южнее Новокузнецка. До 1943 года работал токарем на Кузнецком металлургическом заводе и мастером в ремесленном училище.
С 1943 года — в РККА, участник Великой Отечественной войны — пулемётчик 152-й отдельной танковой бригады, позже — заряжающий противотанкового ружья роты ПТР 310-го гвардейского стрелкового полка 110-й гвардейской стрелковой дивизии. Воевал на 2-м Украинском фронте, был дважды ранен. 18 октября 1943 года А. С. Шатохин был награждён Медалью «За отвагу».
С 1944 по 1947 годы учился в Томском артиллерийском училище, по окончании которого служил на офицерских должностях в артиллерийских частях Советской Армии.
С 1956 года после увольнения в запас работал старшим оператором Омского нефтеперерабатывающего комбината. А. С. Шатохин отличился на реконструкции крекинга 16-го цеха для выпуска термогазойля, эта задача была выполнена им в срок и с высшим качеством.
28 мая 1966 года Указом Президиума Верховного Совета СССР «за отличие в труде» А. С. Шатохин был награждён Орденом Знак Почёта.
20 апреля 1971 года Указом Президиума Верховного Совета СССР «за выдающиеся успехи в выполнении производственных заданий пятилетнего плана, внедрение передовых методов труда и достижение высоких технико-экономических показателей в нефтеперерабатывающей и нефтехимической промышленности» Александр Сергеевич Шатохин был удостоен звания Героя Социалистического Труда с вручением Ордена Ленина и золотой медали «Серп и Молот».
Трудился на предприятии до выхода на заслуженный отдых. Жил в Омске. Умер 30 апреля 2001 года. Похоронен на Северо-Восточном кладбище.

## Награды
- Медаль «Серп и Молот» (20.04.1971)
- Орден Ленина (20.04.1971)
- Орден Отечественной войны II степени (11.03.1985)
- Орден Знак Почёта (28.05.1966)
- Медаль «За отвагу» (18.10.1943)
- Медаль «За оборону Ленинграда» (1943)